# Passandra lineicollis
Passandra lineicollis is een keversoort uit de familie Passandridae. De wetenschappelijke naam van de soort is voor het eerst geldig gepubliceerd in 1880 door Reitter.